# 가와구치시
가와구치시(일본어: 川口市)는 일본 사이타마현 남동부의 아라카와강 북안에 있는 인구 약 50만 명의 시이다. 사이타마현 내에서는 사이타마시에 이어 두 번째로 인구가 많고, 중핵시로 지정되었다.

## 지리
사이타마현의 "중앙 지역"으로 불리는 현 남동부 JR 게이힌 도호쿠선, 다카사키선 연선(沿線) 지역(옛 기타아다치군 지역) 중 남단에 위치하는 시이다.
북쪽으로 사이타마시, 서쪽으로 와라비시와 도다시, 동쪽으로 고시가야시와 소카시, 남동쪽으로 도쿄도 아다치구와 각각 접하고, 남서쪽은 아라카와강을 경계로 도쿄도 기타구와 접한다. 하토가야시를 거의 둘러싸는 말발굽 형상을 하고 있다.
동부 지구는 오미야 대지 하토가야 지대가 남북으로 뻗어 있지만, 이외 대부분 지역은 저지이다. 저지 부분은 주택지 등 도시적인 기능을 하고 대지 부분은 밭, 수목밭 등 근교형 농지로의 토지 이용이 많다. 또 시바카와강이 중앙부를 종단하며 흐른다.
시청과 가와구치역이 있는 중심 시가지는 남서부에 위치한다. 도쿄 도심에서 수십 km의 거리에 있고, 또 도쿄도 구부와 가까운 남서부는 제2차 세계 대전 이전의 비교적 빠른 시기부터 도시화가 진행되었다.

## 역사
- 1933년 4월 1일 - 기타다치군 가와구치정, 아오키촌, 요코조네촌, 미나미히라야나기촌이 합병해 가와구치시가 되었다.
- 1940년 4월 1일 - 하토가야정, 신고촌, 가미네촌, 시바촌이 가와구치시에 편입되었다.
- 1950년 11월 1일 - 옛 하토가야정 지역이 가와구치시에서 분리되어 새 하토가야정이 설치되었다.
- 1956년 4월 1일 - 안교촌이 가와구치시에 편입되었다.
- 2001년 4월 1일 - 특례시가 되었다.
- 2003년 12월 24일 - 합병 특례법에 근거해 "가와구치시, 와라비시, 하토가야시 법정 합병 협의회"가 설립되었다.
- 2004년 7월 - 합병으로 만들어질 새로운 시 명칭이 "부난시(武南市)"로 결정된 것에 대해 민의를 무시하고 있다며 가와구치시가 합병 협의회를 이탈하였다. 결국 합병은 무산되었다.

## 교통

### 철도
- 동일본 여객철도
  - 게이힌 도호쿠선
  - 무사시노선
- 사이타마 고속 철도
  - 사이타마 고속 철도선

### 도로
- 도쿄 외환 자동차도
- 수도고속도로
- 도호쿠 자동차도
- 국도 제122호선
- 국도 제298호선

## 인구
| 연도  | 인구    | ±% p.a. |
| ----- | ------- | ------- |
| 1933  | 45,573  | —       |
| 1945  | 97,709  | +6.56%  |
| 1955  | 130,545 | +2.94%  |
| 1965  | 231,193 | +5.88%  |
| 1975  | 335,864 | +3.81%  |
| 1980  | 373,123 | +2.13%  |
| 1990  | 433,262 | +1.51%  |
| 2000  | 455,886 | +0.51%  |
| 2010  | 500,598 | +0.94%  |
| 2015  | 592,602 | +3.43%  |
| 출처: |         |         |